# アレックス・セント・クレア
アレックス・セント・クレア（Alex St. Clair、1941年9月14日 - 2006年1月5日）は、アメリカ合衆国のロック・ミュージシャン。1964年にキャプテン・ビーフハートことドン・ヴァン・ヴリートとキャプテン・ビーフハート・アンド・ヒズ・マジック・バンドを結成したギタリストである。

## 略歴
セント・クレアは1941年9月14日、アメリカ合衆国カリフォルニア州でスノウフェー家に生まれた。 出生名はアレクシス・クレア・スノウフェー（Alexis Clair Snouffer）。カリフォルニア州ランカスターのアンテロープ・バレー・ハイ・スクールで同級生のドン・グレン・ヴリートやフランク・ザッパと知り合い、一緒にR＆Bのレコードを聴くようになった。彼とザッパは知り合って2週間後にそれぞれギターを買い、独学で弾き始めた。また両者は学校のバンドに参加して、ザッパはドラムス、彼はトランペットを演奏した。
ザッパは在学中にR＆Bバンドのザ・ブラック‐アウツ（The Black-Outs）を結成してドラムスを担当していたが、1959年に単独でロサンゼルスに移った。彼は残されたザ・ブラック‐アウツのメンバーらとジ・オーメンズ（The Omens）を結成して1962年まで約4年間活動し、その後、タホ湖のカジノで2年間働いた。
1964年、彼はランカスターに戻って、ダグ・ムーン（ギター）、ジェリー・ハンドレー（ベース・ギター）、ポール・G・ブレイクリー（ドラムス）を集め、ヴリートを誘ってボーカリストとして迎えてブルース・バンドを結成した。彼等はブレイクリーの力量に問題があることがわかると、ザッパがカリフォルニア州のクカモンガに所有していたスタジオZに出入りしていたヴィック・モーテンセンを代わりに迎えた。この頃、彼はアレックス・セント・クレア、ヴリートはドン・ヴァン・ヴリートと改名した。
ヴァン・ヴリートは、自分のステージ名を当時ザッパと共同で制作していた低予算のSF映画Captain Beefheart vs. The Grunt Peopleの登場人物名であるキャプテン・ビーフハート、バンド名をキャプテン・ビーフハート・アンド・ヒズ・マジック・バンドにした。やがてモーテンセンがベトナム戦争に徴兵されたので、セント・クレアはリチャード・ヘプナー（ギター）を加入させて自分はドラムスを担当した。1966年、キャプテン・ビーフハート・アンド・ヒズ・マジック・バンドはヴァン・ヴリート（ボーカル、ハーモニカ）、セント・クレア（ドラムス）、ムーン（ギター）、ヘプナー（ギター）、ハンドレー（ベース・ギター）の顔ぶれで、A&M・レコードから2作のシングルを発表。その後へプナ―は脱退し、ブレイクリーが再加入して彼はドラマーからギタリストに戻った。彼等は新設のブッダ・レコードと契約を結び、ブレイクリーに代わるドラマーにジョン・フレンチを迎えて、翌1967年、デビュー・アルバムの制作へと向かっていった。
セント・クレアは3作のアルバム制作に参加した後、1968年5月のヨーロッパ・ツアーの終了後にハンドレーと共に脱退。1972年の暮れにヴァン・ヴリートの依頼を受けて、キャプテン・ビーフハート・アンド・ザ・マジック・バンドと改名していたバンドに再加入。1973年2月からのアメリカ、カナダ、イギリスを廻る4カ月のツアーと、1974年初頭の新作アルバム『アンコンディショナリー・ギャランティード』の制作に参加した後、同年5月、ヴァン・ヴリートを除いたメンバー全員と共に再脱退した。
2006年1月、死去。享年64歳。

## その他
- キャプテン・ビーフハート・アンド・ザ・マジック・バンドのアルバム『シャイニー・ビースト（バット・チェイン・プラー）』（1980年）の収録曲「オウド・トゥ・アレックス」は、1966年に彼の事を取り上げて書かれた曲である[15]。
- キャプテン・ビーフハート・アンド・ヒズ・マジック・バンドとキャプテン・ビーフハート・アンド・ザ・マジック・バンドにヴァン・ヴリートに次いで長く在籍したフレンチは、著書"Beefheart: Through The Eyes of Magic"を彼に捧げて、彼を「全てを始めた人物」と呼んでいる[16]。ムーンは同書でフレンチに応じて、グループが結成された当初はヴァン・ヴリートではなく彼が主導権を握っていたと回想している[17]。

## ディスコグラフィ

### キャプテン・ビーフハート・アンド・ヒズ・マジック・バンド

#### オリジナル・アルバム
- セイフ・アズ・ミルク　Safe as Milk（1967年）
- ストリクトリー・パーソナル　Strictly Personal（1968年）
- ミラー・マン　Mirror Man[注釈 9]（1971年）
- アンコンディショナリー・ギャランティード　Unconditionally Guaranteed[注釈 10]（1974年）

#### 編集アルバム
- ザ・レジェンダリー・A&M・セッションズ　The Legendary A&M Sessions[注釈 11] （1984年）
- グロウ・フィンズ:レアリティーズ 1965–1982　Grow Fins: Rarities 1965–1982（1999年）
- ザ・ダスト・ブロウズ・フォワード（アン・アンソロジー）　The Dust Blows Forward (An Anthology)[注釈 10]（1999年）